# Boksen op de Pan-Amerikaanse Spelen 2007
Boksen is een van de sporten die beoefend werden tijdens de Pan-Amerikaanse Spelen 2007 in Rio de Janeiro, Brazilië. Het toernooi in het Riocentro begon op 20 juli en eindigde op 28 juli. Aan het evenement deden 120 boksers uit 26 landen deel. De nummers één en twee plaatsten zich rechtstreeks voor de Olympische Spelen 2008 in Peking.

## Medaillewinnaars

### Mannen
| Gewichtsklasse            | Goud              | Zilver             | Brons             |
| ------------------------- | ----------------- | ------------------ | ----------------- |
| Lichtvlieggewicht – 48 kg | Luis Yanez        | Kevin Betancourt   | Wilton Méndez     |
| Lichtvlieggewicht – 48 kg | Luis Yanez        | Kevin Betancourt   | Carlos Ortíz      |
| Vlieggewicht – 52 kg      | McWilliams Arroyo | Juan Carlos Payano | Yoandry Salinas   |
| Vlieggewicht – 52 kg      | McWilliams Arroyo | Juan Carlos Payano | Braulio Ávila     |
| Bantamgewicht – 54 kg     | Carlos Cuadras    | Claudio Marrero    | James Pereira     |
| Bantamgewicht – 54 kg     | Carlos Cuadras    | Claudio Marrero    | Clive Atwell      |
| Vedergewicht – 57 kg      | Idel Torriente    | Abner Cotto        | Davi Souza        |
| Vedergewicht – 57 kg      | Idel Torriente    | Abner Cotto        | Orlando Rizo      |
| Lichtgewicht – 60 kg      | Yordenis Ugás     | Éverton Lopes      | Luis Rueda        |
| Lichtgewicht – 60 kg      | Yordenis Ugás     | Éverton Lopes      | José Pedraza      |
| Halfweltergewicht – 64 kg | Karl Dargan       | Jonathan González  | Myke Carvalho     |
| Halfweltergewicht – 64 kg | Karl Dargan       | Jonathan González  | Inocente Fiss     |
| Weltergewicht – 69 kg     | Pedro Lima        | Demetrius Andrade  | Diego Cháves      |
| Weltergewicht – 69 kg     | Pedro Lima        | Demetrius Andrade  | Ricardo Smith     |
| Middengewicht – 75 kg     | Emilio Correa     | Argenis Núñez      | Glaucélio Abreu   |
| Middengewicht – 75 kg     | Emilio Correa     | Argenis Núñez      | Carlos Góngora    |
| Halfzwaargewicht – 81 kg  | Eleider Álvarez   | Yusiel Nápoles     | Julio Castillo    |
| Halfzwaargewicht – 81 kg  | Eleider Álvarez   | Yusiel Nápoles     | Christopher Downs |
| Zwaargewicht – 91 kg      | Osmay Acosta      | José Payares       | Rafael Lima       |
| Zwaargewicht – 91 kg      | Osmay Acosta      | José Payares       | Jorge Quiñónes    |
| Superzwaargewicht + 91 kg | Robert Alfonso    | Óscar Rivas        | Didier Bence      |
| Superzwaargewicht + 91 kg | Robert Alfonso    | Óscar Rivas        | Antônio Nogueira  |

## Medailleklassement
| Plaats | Land                   | Goud | Zilver | Brons | Totaal |
| 1      | Cuba                   | 5    | 1      | 2     | 8      |
| 2      | Verenigde Staten       | 2    | 1      | 1     | 4      |
| 3      | Puerto Rico            | 1    | 2      | 2     | 5      |
| 4      | Brazilië               | 1    | 1      | 6     | 8      |
| 5      | Colombia               | 1    | 1      | 0     | 2      |
| 6      | Mexico                 | 1    | 0      | 1     | 2      |
| 7      | Dominicaanse Republiek | 0    | 3      | 1     | 4      |
| 8      | Venezuela              | 0    | 2      | 0     | 2      |
| 9      | Ecuador                | 0    | 0      | 3     | 3      |
| 10     | Argentinië             | 0    | 0      | 2     | 2      |
| 11     | Canada                 | 0    | 0      | 1     | 1      |
| 11     | Guyana                 | 0    | 0      | 1     | 1      |
| 11     | Jamaica                | 0    | 0      | 1     | 1      |
| 11     | Nicaragua              | 0    | 0      | 1     | 1      |
| Totaal | Totaal                 | 11   | 11     | 22    | 44     |